# Tomaž Vesel
Tomaž Vesel, slovenski revizor, * 30. junij 1967, Ljubljana.
Znan je po svojem mandatu kot predsednik Računskega sodišča Republike Slovenije. Deluje in objavlja na področjih revizije ter upravljanja v javnem sektorju, tako doma kot v tujini.

## Zgodnje življenje in izobraževanje
Tomaž Vesel je diplomiral iz prava na Univerzi v Ljubljani in nadaljeval podiplomski doktorski študij evropskega gospodarskega prava na Univerzi v Mariboru. Prav tako je certificiran državni revizor, akreditiran s strani Ministrstva za finance in Računskega sodišča.

## Kariera
Vesel je svojo kariero začel kot svetovalec za javna naročila v Vladnem centru za informatiko RS leta 1997. Nato je od leta 1998 do 2000 deloval kot namestnik predsednika Državne revizijske komisije, neodvisnega organa, ki zagotavlja pravno varstvo ponudnikov v postopkih javnega naročanja.
Leta 2004 je bil imenovan za prvega namestnika predsednika Računskega sodišča Slovenije, leta 2013 pa je postal predsednik te institucije. Pod njegovim vodstvom je Računsko sodišče izboljšalo preglednost in odgovornost pri finančnem upravljanju javnega sektorja. Na tej funkciji je ostal do junija 2022.
Poleg svojih nacionalnih obveznosti je bil Vesel leta 2016 imenovan za predsednika neodvisnega Odbora za revizijo in skladnost pri FIFA. Ta funkcija, ki jo je opravljal hkrati z nalogami na Računskem sodišču, je vključevala nadzor nad skladnostjo FIFA s finančnimi predpisi in zagotavljanje preglednosti znotraj organizacije.
Veselovo delo je bilo vplivno pri spodbujanju najboljših praks na področju revizije v javnem sektorju. Aktivno je sodeloval na mednarodnih kongresih in okroglih mizah ter prispeval k delu Mednarodne organizacije vrhovnih revizijskih institucij (INTOSAI) in Evropske organizacije vrhovnih revizijskih institucij (EUROSAI). Njegovi napori so bili ključni za spodbujanje mednarodnega sodelovanja in izmenjave znanja med vrhovnimi revizijskimi institucijami.

## Trenutna vloga
Od junija 2022 Tomaž Vesel opravlja funkcijo generalnega direktorja podjetij Eurofit d.o.o. in Salomon d.o.o., kjer upravlja holding z 1600 zaposlenimi. Deluje tudi kot svetovalec za Ministrstvo za finance, Mednarodno organizacijo dela (ILO) in druge mednarodne projekte.
Vesel je bil predlagan s strani vladajoče stranke Gibanje Svoboda za kandidata za Evropskega komisarja iz Slovenije po volitvah v Evropski parlament 2024. Podporo kandidaturi mu je izrekla tudi druga koalicijska stranka Socialni demokrati. 

## Publikacije in predavaja
Kot avtor in predavatelj je objavil več knjig in člankov o revizijskem pravu, upravljanju in javni politiki. Svoja spoznanja je delil na mednarodnih in domačih konferencah ter delavnicah.